# Cratere Nitro
Nitro  è un cratere sulla superficie di Marte.